# Gangster 70
Pour plus de détails, voir Fiche technique et Distribution.
Gangster 70 (Gangsters '70) est un poliziottesco italien réalisé par Mino Guerrini et sorti en 1968. Le titre provisoire du scénario original écrit par Fernando Di Leo était Elegia in un cimitero d'asfalto o Il sol nero (litt. « Élégie dans un cimetière d'asphalte ou Le Soleil noir »).

## Synopsis
Le vieux Destil, fraîchement sorti de prison, prévoit de faire un dernier coup qui lui assurera une vieillesse paisible. Il rassemble une équipe pour mettre la main sur une mallette pleine de diamants, mais un gang concurrent a anticipé sa manœuvre...

## Fiche technique
Sauf indication contraire, les informations mentionnées dans cette section peuvent être confirmées par la base de données cinématographiques IMDb,  présente dans la section « Liens externes ».
- Titre français : Gangster 70[2]
- Titre original italien : Gangsters '70[3]
- Titre allemand : Agent 3S3 setzt alles auf eine Karte
- Réalisation : Mino Guerrini
- Scénario : Adriano Baracco (it), Fernando Di Leo, Mino Guerrini
- Photographie : Franco Delli Colli (it)
- Montage : Enzo Micarelli
- Musique : Egisto Macchi (it)
- Décors : Gianfranco Ramacci
- Costumes : Francesca Romana Cofano
- Production : Benito Bertaccini
- Société de production : Bema Film
- Pays de production :  Italie
- Langue de tournage : italien
- Format : Couleur par Technicolor - 2,35:1 - Son mono - 35 mm
- Durée : 110 minutes[3]
- Genre : Poliziottesco, film de gangsters et thriller
- Dates de sortie :
  - Italie : 30 avril 1968
  - France : 1970[2]

## Distribution
- Joseph Cotten : Fabio, dit « Destil »
- Franca Polesello : Franca
- Giampiero Albertini : Sempresì
- Giulio Brogi : Ludi
- Cesare Miceli Picardi : Cavallo
- Milly Vitale : Anna
- Bruno Corazzari : Affatato
- Dennis Patrick Hilbane : Le chimiste
- Franco Ressel : Le voyageur
- Jean Louis :
- Linda Sini :
- Salvatore Basile :
- Giancarlo Badessi :
- Giovanni Pallavicino :
- Roberto Simmi :
- Silvana Pallavicini :
- Claudio Biava :
- Giovanni Ivan Scratuglia :

## Accueil
Le film est distribué en Italie par I.N.D.I.E.F. le 30 avril 1968. Il rapporte 83 977 000 lires et passe assez inaperçu à sa sortie auprès de la critique comme auprès du public. Ce n'est que dans les années 1990 que le film sera redécouvert.